# Trigondodekaeder

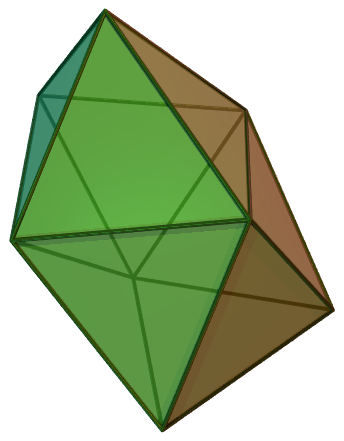
Das Trigondodekaeder

Das Trigondodekaeder (auch Pyramidentetraeder) ist ein Polyeder mit zwölf kongruenten gleichseitigen Dreiecken als Flächen, 8 Ecken und 18 Kanten. An vier der Ecken grenzen fünf Kanten und an die anderen vier Ecken grenzen vier Kanten an.
Es ist ein Deltaeder und der Johnson-Körper J84 von 92, die alle nach dem Mathematiker Norman Johnson benannt sind.

## Kartesische Koordinaten
Die kartesischen Koordinaten der Eckpunkte können lauten, bei Mittelpunkt im Ursprung und Kantenlänge 2:
{\displaystyle {\begin{alignedat}{4}&(&0,&&\;\pm 1,&&\;p&)\\&(&\pm r,&&\;0,&&\;q&)\\&(&0,&&\;\pm r,&&\;-q&)\\&(&\pm 1,&&\;0,&&\;-p&)\end{alignedat}}}
Nach dem Satz von Pythagoras gilt:
{\displaystyle r^{2}+(p-q)^{2}=3}
{\displaystyle (r-1)^{2}+(p+q)^{2}=4}
{\displaystyle r^{2}+2q^{2}=2}
Daraus folgt:
{\displaystyle p={\frac {1}{2}}({\sqrt {3+2r-r^{2}}}+{\sqrt {3-r^{2}}})\approx 1{,}57}
{\displaystyle q={\frac {1}{2}}({\sqrt {3+2r-r^{2}}}-{\sqrt {3-r^{2}}})={\sqrt {\frac {2-r^{2}}{2}}}}
{\displaystyle q={\sqrt {x}}\approx 0{,}411123} als eine von drei Lösungen der Gleichung {\displaystyle 2x^{3}+11x^{2}+4x-1=0}.
{\displaystyle r\approx 1{,}289169} als eine von drei Lösungen der Gleichung {\displaystyle r^{3}-3r^{2}-4r+8=0}.
Aus den Koordinaten ergibt sich, dass ein minimaler Quader, der den Körper einschließt, die Form einer Quadratischen Säule mit einer Höhe von {\displaystyle 2p} und einer Breite von {\displaystyle r{\sqrt {2}}} annimmt. Alle sechs Flächen der Säule berühren eine Kante des Trigondodekaeders. Bedingt durch die Tatsache, dass der zuvor genannte Hüllkörper kein Würfel ist, besitzt das Trigondodekaeder weder eine Umkugel noch eine Inkugel oder Kantenkugel.

## Formeln

Körpernetz eines Trigondodekaeders

| Größen eines Trigondodekaeders mit Kantenlänge a | Größen eines Trigondodekaeders mit Kantenlänge a                                                       |
| ------------------------------------------------ | --- |
| Volumen                                          | {\displaystyle V={\frac {r}{12}}a^{3}\left(6{\sqrt {3-r^{2}}}+r{\sqrt {4-2r^{2}}}\right)}              |
| Oberflächeninhalt                                | {\displaystyle A_{O}=3a^{2}{\sqrt {3}}}                                                                |
| 1. Flächenwinkel ≈ 96,2°                         | {\displaystyle \cos \,\alpha _{1}={\frac {1}{3}}\left(3-2r^{2}\right)}                                 |
| 2. Flächenwinkel ≈ 121,74°                       | {\displaystyle \cos \,\alpha _{2}={\frac {1}{3}}\left(1-2r\right)={\frac {1}{3}}\left(4q^{2}-1\right)} |
| 3. Flächenwinkel ≈ 166,44°                       | {\displaystyle \cos \,\alpha _{3}={\frac {2}{3}}\left(1-p^{2}\right)}                                  |
| Sphärizität ≈ 0,84133                            | {\displaystyle \Psi ={\frac {\sqrt[{3}]{36\,\pi \,V^{2}}}{A_{O}}}}                                     |